# Terrible hiver

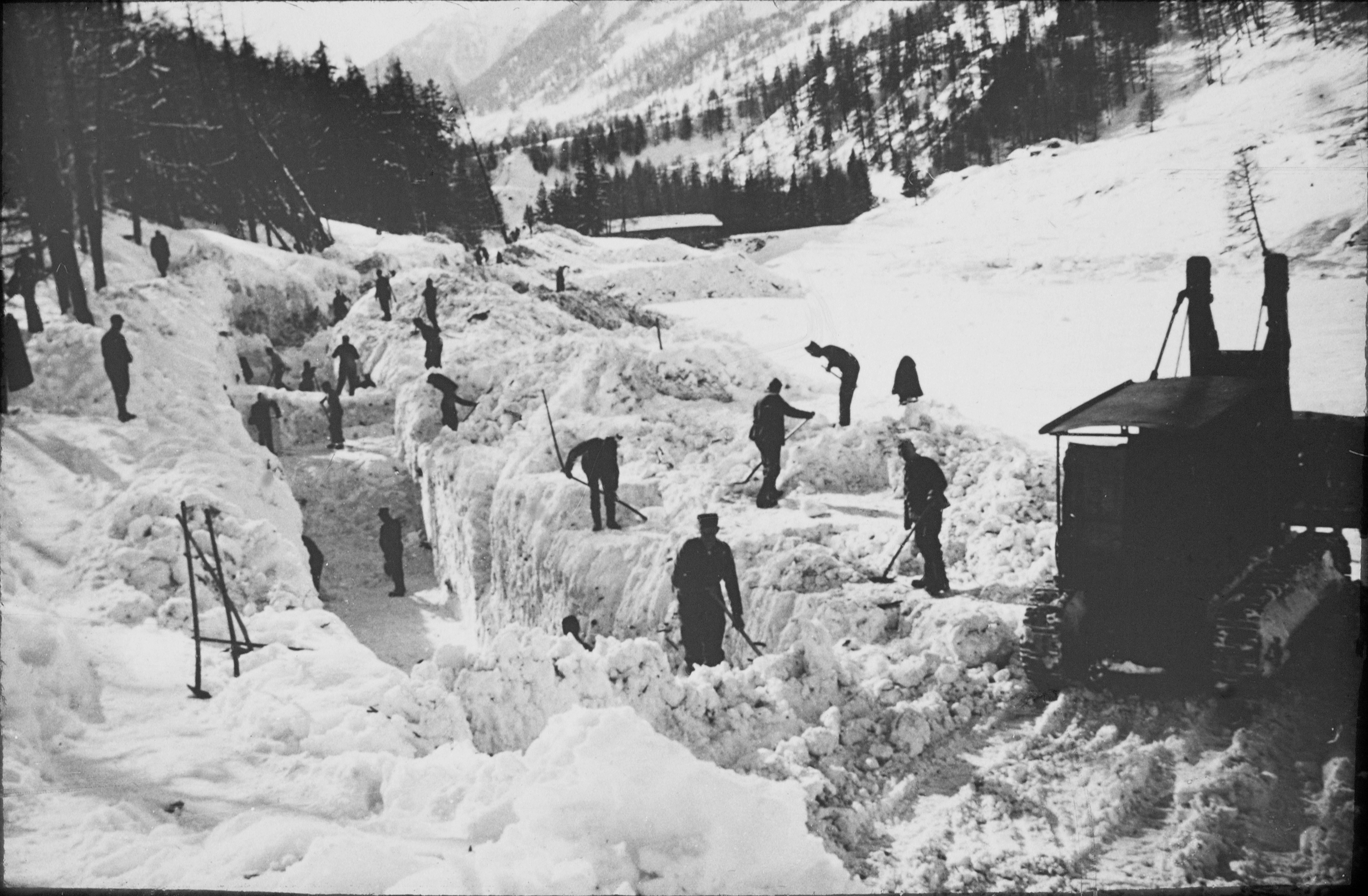
Déneigement de la route de Zernez à Brail.

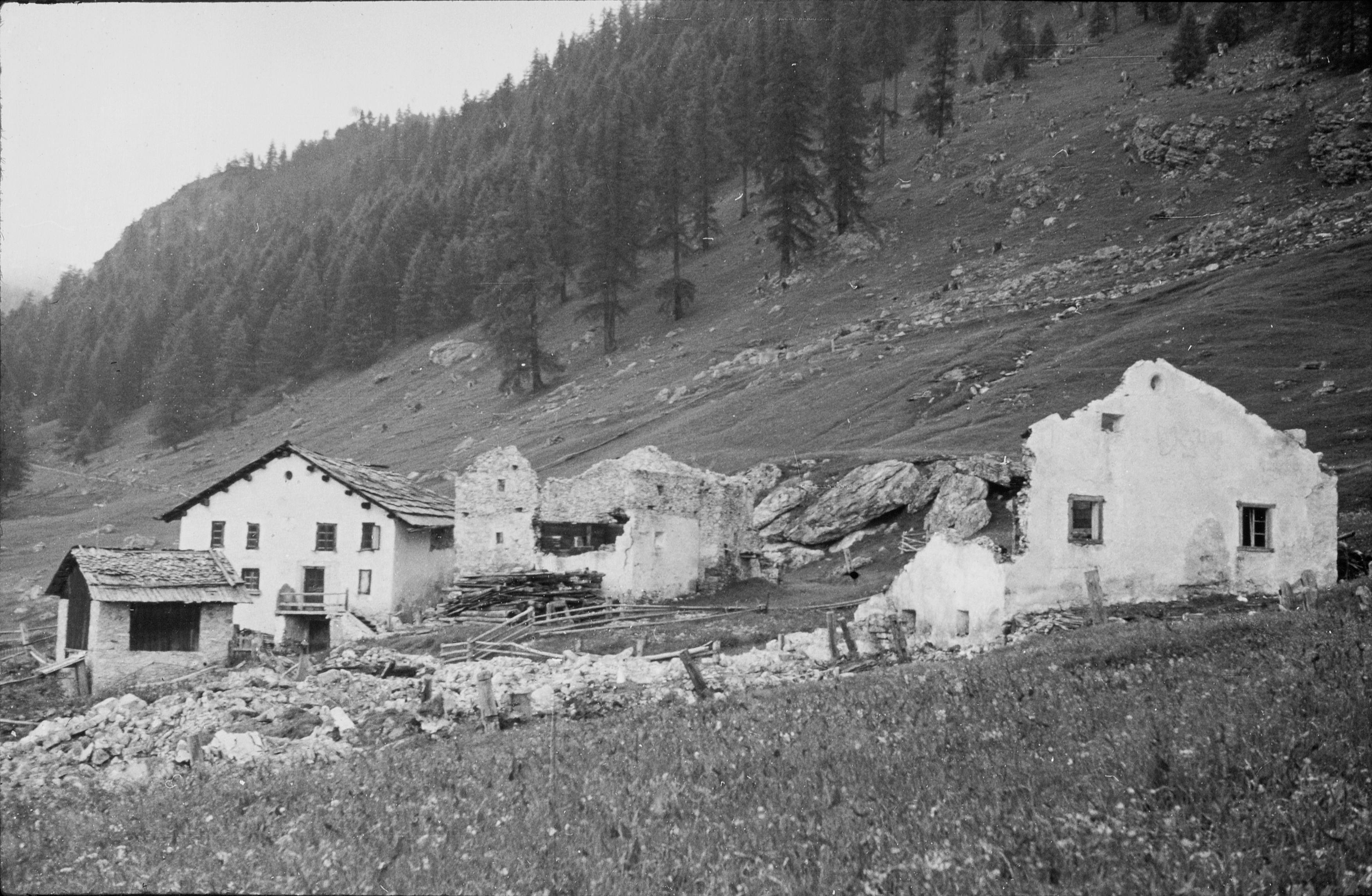
Le hameau ruiné de Lü Daint, Val Müstair.

Le terrible hiver est le nom donné à une période de trois mois de l'hiver 1950-1951 durant laquelle une série de 649 avalanches a provoqué la mort de plus de 265 personnes dans les Alpes, en Autriche, en Suisse et en Italie.

## Situation météorologique
Cette succession d'avalanches meurtrières a été causée par une période de météo atypique dans les Alpes, de fortes précipitations (4 à 5 mètres de neige tombée en une période de 2 à 3 jours) causées par la rencontre d'un front chaud venant de l'Atlantique et d'un front froid polaire.

## Dommages et pertes humaines

### Autriche
En Autriche, c'est principalement dans le Tyrol, la Carinthie et le Salzbourg qu'il y a des dégâts, 135 morts finalement, plus de 200 bâtiments détruits ou endommagés et des milliers d'hectares de forêt dont une perte d'environ 350 000 m3 de bois.

### Italie
En janvier, sur le versant italien du Brenner 18 victimes, dans la vallée de Livigno 7 victimes. En février, 14 personnes meurent dans le Val Formazza, dans la partie supérieure du Val San Giacomo et au Tyrol du Sud.

### Suisse
Du 19 au 22 janvier 1951, plus de 1 000 avalanches dévalent les pentes des Alpes suisses et font 75 morts. Entre le 11 et le 15 février 1951, 300 avalanches causent la mort de 16 personnes. Plus de 2 000 hectares de forêt sont endommagés voir détruits dont un volume de bois d'environ 175 000 m3.
La ville d'Andermatt fut ensevelie par 6 avalanches consécutives sur une période d'une heure, causant la mort de 13 personnes.

## Conséquences

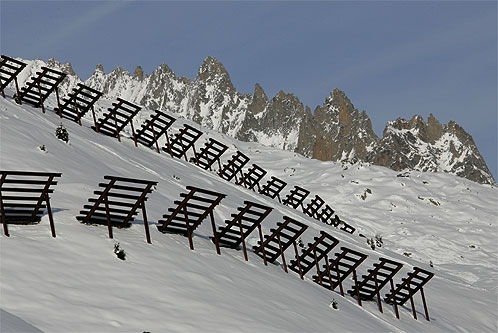
Paravalanches près de Belalp en 2004

En Suisse, sur les quelque 1500 avalanches nuisibles, 20 ont pris naissance dans des zones dotées de barrières à avalanches, démontrant de manière impressionnante leurs efficacités. Cela entraina une expansion massive de ces structures. Environ 10 kilomètres de barrières ont été construits chaque année (environ 1,6 milliard de francs suisses d'investissement entre 1951 et 1984). En conséquence, la création de cartes de danger s'est accélérée, en particulier les zones d'avalanches, afin que les protections puissent également être placées aux bons endroits. Leur utilisation s'est également étendue dans toutes les Alpes.
Sur le Stillberg dans la vallée de Dischma (près de Davos), l'Institut pour l’étude de la neige et des avalanches SLF (de) et Institut de recherche forestière (de) ont créé un vaste domaine de recherche pour le reboisement.

## Chronologie
La liste suivante ne contient que des avalanches aux conséquences importantes (actuellement uniquement en Suisse). 

### Janvier
| Commune      | Lieu/Nom local   | Date/Heure          | Personnes ensevelies | Morts | Dommages | Commentaires                                                         |
| ------------ | ---------------- | ------------------- | -------------------- | ----- | --- | -------------------------------------------------------------------- |
| Andermatt    | Geisstal         | 20 janvier 13:45    | 10                   | 9     | 2 maisons, 1 hôtel, 1 grand magasin, 4 routes |                                                                      |
| Andermatt    | Kirchberg        | 20 janvier 18:50    | 5                    | 2     | Caserne militaire (15 bâtiments + matériel), route, ligne ferroviaire                                                                                               |                                                                      |
| Andermatt    | Oberalpsee       | 20 janvier          | 2                    | 2     | 1 hôtel, 3 dépendances, routes, lignes de chemin de fer |                                                                      |
| Blatten      | Eisten           | 20 janvier v. 14:00 | 7                    | 6     | 2 maisons, 27 étables, 8 chèvres, 38,2 hectares de forêt, 1 650 m3 de bois, lignes téléphoniques et électriques, routes                                             | Avalanche au milieu du village                                       |
| Davos        | Station Monstein | 20 janvier          | 6                    | 2     | La gare, lignes de chemin de fer, routes |                                                                      |
| Davos        | Kaisern, Dischma | 21 janvier 17:00    | 6                    | 3     | 2 maisons, 1 dépendance, 1,5 ha de forêts, 45 m3 de bois, routes |                                                                      |
| Diesbach     | Orenberg         | 20 janvier 05:35    | 2                    | 2     | 3 maisons, 7 étables, 11 vaches, 2 chèvres, 1,5 ha de forêt, 200 m3 de bois, lignes téléphoniques et électriques.                                                   |                                                                      |
| Klosters     | Tallawine        | 20 janvier 20:00    | 6                    | 2     | 1 maison, 16 étables, 3,1 ha de forêt, 1 040 m3 de bois, route |                                                                      |
| Lü           | Muntet           | 21 janvier 00:30    | 3                    | 3     | 7 maisons, 8 étables, l'école, l'église, 1 cheval, 1 vache, 1 cochon, 4 chèvres, 0,95 ha de forêt, 68 m3 de bois, lignes téléphoniques et électriques, route        |                                                                      |
| Safien       | Neukirch         | 20 janvier 23:30    | 6                    | 5     | 1 maison, 3 étables, volaille, 1,7 ha de forêt, 662 m3 de bois, route                                                                                               |                                                                      |
| St. Antönien | Weiler Meierhof, | 20 janvier v. 22:00 | 10                   | 1     | 42 bâtiments, dont 9 maisons d'habitation, 50 têtes de bétail. | Le plus gros dommage sur des habitations par une avalanche en Suisse |
| Vals         | Alpbüel          | 20 janvier 21:59    | 30                   | 19    | 11 maisons, 12 étables, 12 bovins, 13 chèvres, route |                                                                      |
| Zernez       | Val da Barcil    | 19 janvier 10:30    | 1                    | 1     | | Gardien de la route de l'Ofenpass                                    |
| Zernez       | Val da Barcil    | 19 janvier 15:30    | 5                    | 5     | | Secouristes touchés par une avalanche secondaire                     |
| Zernez       | Val da Barcil    | 19 janvier 22:30    | 2                    | 1     | | Secouristes pris par la 2ème avalanche secondaire                    |
| Zuoz         | Albanas          | 20 janvier 16:10    | 11                   | 5     | 18 maisons, 14 autres bâtiments, 13 têtes de bétail et de la volaille, 1,26 ha de forêt, 35 m3 de bois, lignes téléphoniques et électriques, ligne de chemin de fer | L'avalanche a été déclenchée artificiellement avec un lance-mines.   |

### Février
| Commune    | Lieu/Nom local  | Date/Heure       | Personnes ensevelies | Morts | Dommages | Commentaires                                                                       |
| ---------- | --------------- | ---------------- | -------------------- | ----- | --- | ---------------------------------------------------------------------------------- |
| Airolo     | Vallascia       | 12 février 00:45 | 15                   | 10    | 18 maisons, 11 étables, 1 scierie, 10 vaches, 164 poulets, 7 ruches, 10 ha de forêt, 400 m3 de bois, route avec pont de bois            |                                                                                    |
| Frasco     | M. Pampinedo    | 11 février 21:30 | 14                   | 5     | 10 maisons, 14 étables, 8 granges, 20 moutons, 1 porc, 33 poulets, 5 ha de forêt, 50 m3 de bois, téléphone et lignes électriques, route |                                                                                    |
| Lavertezzo | Val Pinchiascia | 11 février       | -                    | -     | 10 maisons, 11 étables, 20 ha forêt, 720 m3 de bois, route                                                                              | L'ensemble a été évacué à temps.                                                   |
| Anzonico   | Pizzo Erra      | 13 février 05:23 | -                    | -     | 4 étables, 15 hectares de forêt, 2 500 m3 de bois, route, ligne ferroviaire du Gothard.                                                 | Il a fallu huit jours et demi avant que la voie ferrée soit de nouveau praticable. |